# Бор, Михаил Захарович
Михаил Захарович Бор (1915—2004) — советский и российский учёный, кандидат исторических наук (1955), доктор экономических наук (1962).

## Биография
Родился 19 января 1915 года в городе Полоцке Витебской губернии.
Отец пропал без вести в 1917 году, и мать с двумя детьми эвакуировались из Полоцка в Нижегородскую губернию. До 1926 года братья воспитывались в детских домах, где работала их мать. Позже жили в Игнатовском районе Мордовской АССР, где мать работала дояркой в совхозах.
В 1930 году Михаил окончил школу-девятилетку, начав трудовую деятельность — работал счетоводом-делопроизводителем, затем был бухгалтером промыслового колхоза Игнатовского района. В 1934 году поступил в Куйбышевский плановый институт (ныне Самарский государственный экономический университет), который окончил в 1938 году. Сразу был назначен заместителем председателя Госплана Мордовской АССР, затем работал в Госплане СССР уполномоченным по Великолукской области, начальником сектора баланса народного хозяйства, главным специалистом по балансу народного хозяйства, начальником подотдела баланса народного хозяйства.
В 1946 году он окончил заочную аспирантуру Московского государственного педагогического института им. В. И. Ленина (ныне Московский педагогический государственный университет) по направлению «История СССР», а в 1945—1947 годах также заочно учился в Высшей партийной школе при Центральном комитете КПСС, пройдя теоретический курс аспирантуры по философии и получил диплом с отличием. Поступил в заочную аспирантуру Института экономики АН СССР по специальности «Политическая экономия»; в 1952 году окончил её, защитив в декабре этого же года кандидатскую диссертацию на тему «Вопросы методологии баланса общественного продукта». В 1955 году защитил очередную диссертацию и получил ученую степень кандидата исторических наук. В марте 1961 года в Совете экономического факультета МГУ он защитил докторскую диссертацию на тему «Вопросы методологии планового баланса народного хозяйства СССР», доктор экономических наук с 1962 года.
С 1962 работал директором Научно-исследовательского института планирования и нормативов. Исполнял обязанности директора в НИИуправления СНХ СССР.
С 1963 года М. З. Бор работал в Московском финансовом институте (МФИ, ныне Финансовый университет при Правительстве РФ) на кафедре народнохозяйственного планирования и экономики отраслей народного хозяйства: заведующий кафедрой в 1974—1987 годах, в 1965 году ему было присвоено звание профессора.
В 1962—1963 годах Михаил Захарович был экспертом СССР в ООН по народнохозяйственному планированию. С 1975 года был членом научного Совета по крупным экономическим и социальным проблемам при Госплане СССР.
Им было опубликовано более 100 крупных работ, наиболее важные из них были переведены на английский, немецкий, китайский, польский и венгерский языки. Также он подготовил 80 кандидатов наук и 30 докторов наук.
Умер в 2004 году в Москве.

## Заслуги
- Награждён медалью «За доблестный труд в Великой Отечественной войне. 1941—1945 гг.», юбилейными медалями «За доблестный труд. В ознаменование 100-летия со дня рождения Владимира Ильича Ленина» и «Тридцать лет победы в Великой Отечественной войне. 1941—1945».
- В январе 1987 года был удостоен почетного звания «Заслуженный экономист РСФСР».

## Сочинения
- Баланс народного хозяйства СССР : (Вопросы составления планового баланса). — М. : Госполитиздат, 1956. — 128 с.
- Вопросы методологии планового баланса народного хозяйства СССР / Акад. наук СССР. Ин-т экономики. — М. : Изд-во Акад. наук СССР, 1960. — 352 с.
- Основы планирования народного хозяйства СССР : [Для вузов по специальности «Планирование промышленности»]. — М. : Экономика, 1971. — 231 с.
- Эффективность общественного производства и проблемы оптимального планирования. — М. : Мысль, 1972. — 336 с.
- Бор М. З., Пятенко В. В. Менеджмент банков: организация, стратегия, планирование / [Предисл. Атлас М. С.] — М. : ИКЦ «ДИС», 1997. — 283,[1] с. — ISBN 5-86509-035-6
- История мировой экономики: Конспект лекций. — М.: Дело и Сервис, 2000. — 494 с. ISBN 5-8018-0010-7